# Bezirk Dolina

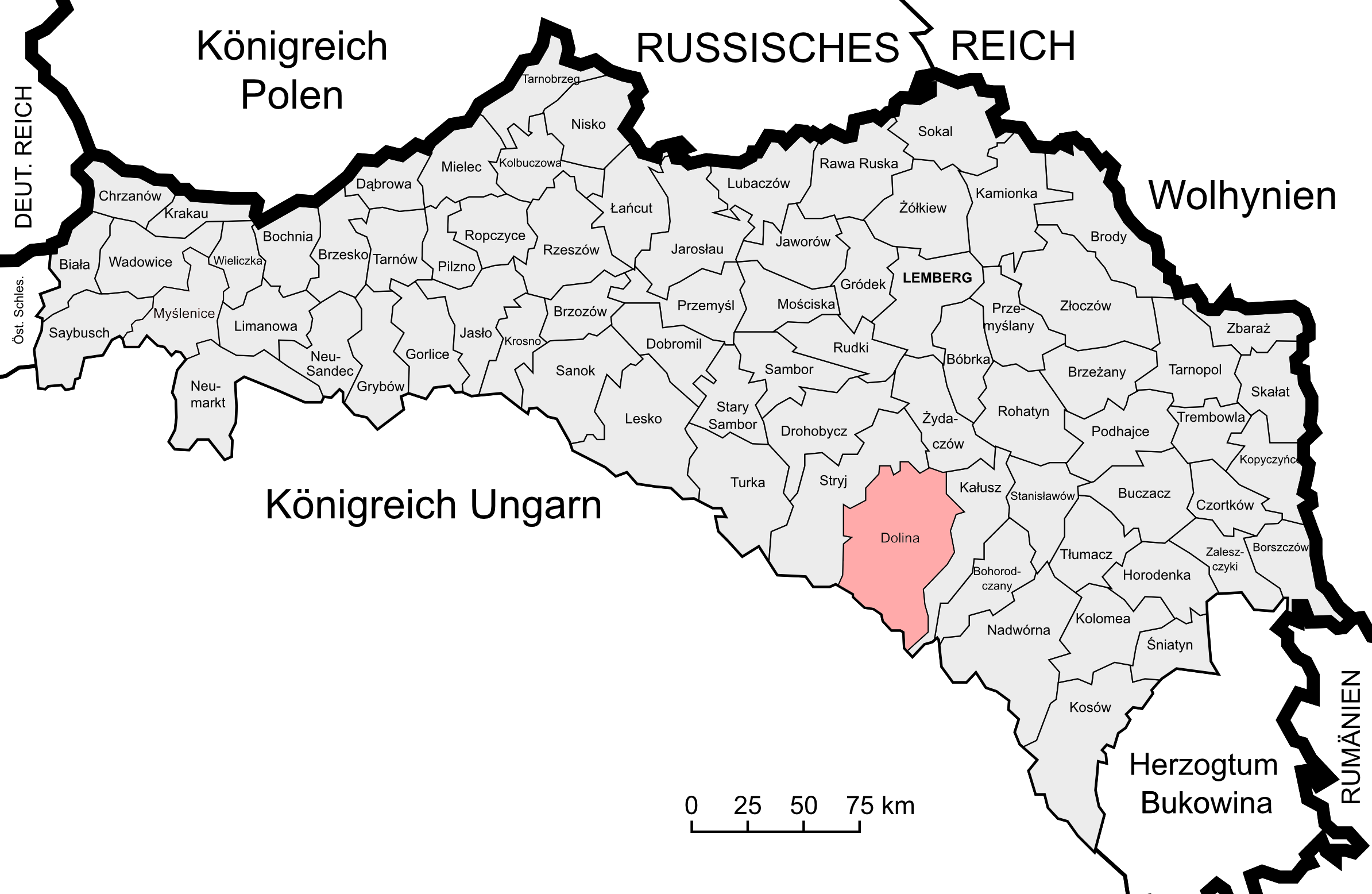
Lage des Bezirks Dolina im Kronland Galizien und Lodomerien

Der Bezirk Dolina war ein politischer Bezirk im Kronland Galizien und Lodomerien. Sein Gebiet umfasste Teile Ostgaliziens in der heutigen Westukraine (Oblast Iwano-Frankiwsk und Oblast Lwiw, Rajon Dolyna sowie Teile von Rajon Roschnjatiw und Rajon Stryj), Sitz der Bezirkshauptmannschaft war die Stadt Dolina. Nach dem Ersten Weltkrieg musste Österreich den gesamten Bezirk an Polen abtreten.
Er grenzte im Norden an den Bezirk Stryj, im Nordosten an den Bezirk Żydaczów, im Osten an den Bezirk Kałusz, im Süden an das Königreich Ungarn sowie im Westen an den Bezirk Skole.

## Geschichte
Ein Vorläufer des späteren Bezirks (Verwaltungs- und Justizbehörde zugleich) wurde zum Ende des Jahres 1850 geschaffen, die Bezirkshauptmannschaft Dolina war dem Regierungsgebiet Stanislau unterstellt und umfasste folgende Gerichtsbezirke:
- Gerichtsbezirk Dolina
- Gerichtsbezirk Bolechov
- Gerichtsbezirk Rozniatow

Nach der Kundmachung im Jahre 1854 kam es am 29. September 1855 zur Einrichtung des Bezirksamtes Dolina (weiterhin für Verwaltung und Gerichtsbarkeit zuständig) innerhalb des Kreises Stryj.
Nachdem die Kreisämter Ende Oktober 1865 abgeschafft wurden und deren Kompetenzen auf die Bezirksämter übergingen, schuf man nach dem Österreichisch-Ungarischen Ausgleich 1867 auch die Einteilung des Landes in zwei Verwaltungsgebiete ab. Zudem kam es im Zuge der Trennung der politischen von der judikativen Verwaltung zur Schaffung von getrennten Verwaltungs- und Justizbehörden. Während die gerichtliche Einteilung weitgehend unberührt blieb, fasste man Gemeinden mehrerer Gerichtsbezirke zu Verwaltungsbezirken zusammen.
Der neue politische Bezirk Dolina wurde aus folgenden Bezirken gebildet:
- Bezirk Bolechów (mit 23 Gemeinden)
- Bezirk Dolina (mit 37 Gemeinden)
- Bezirk Rożniatów (mit 17 Gemeinden)

Der Bezirk Dolina bestand bei der Volkszählung 1910 aus 91 Gemeinden sowie 73 Gutsgebieten und umfasste eine Fläche von 2498 km². Hatte die Bevölkerung 1900 noch 105.262 Menschen umfasst, so lebten hier 1910 113.831 Menschen. Auf dem Gebiet lebten dabei mehrheitlich Menschen mit ruthenischer Umgangssprache (75 %) und griechisch-katholischem Glauben, Juden machten rund 11 % der Bevölkerung aus.

## Ortschaften
Auf dem Gebiet des Bezirks bestanden 1910 Bezirksgerichte in Bolechów, Dolina und Rożniatów, diesen waren folgende Orte zugeordnet:
Gerichtsbezirk Bolechów:
- Stadt Bolechów
- Bolechów Ruski
- Brzaza
- Bubniszcze
- Cerkowna
- Cisów
- Czołhany
- Dołżka
- Gerynia
- Hoszów
- Huziejów Stary
- Kamionka
- Lipa
- Lisowice
- Łużki
- Neubabilon
- Neuhuziejów
- Niniów Dolny
- Niniów Górny
- Podbereż
- Pöchersdorf
- Polanica
- Roztoczki
- Salamonowa Górka
- Słoboda Bolechowska
- Stańkowce
- Sukiel
- Taniawa
- Tiapcze
- Witwica
- Wola Zaderewacka
- Wołoska Wieś
- Zaderewacz

Gerichtsbezirk Dolina:
- Bełejów
- Debelówka
- Stadt Dolina mit den Vorstädten Broczków, Nowiczka, Obołonie und Zagórze
- Engelsberg
- Grabów
- Hoffnungsau
- Ilemnia
- Jakubów
- Jaworów
- Kalna
- Kniażołuka
- Lipowica
- Lolin
- Łopianka
- Ludwikówka
- Maksymówka
- Mizuń Nowy
- Mizuń Stary
- Nadziejów
- Niagryn
- Nowosielica bestehend aus den Ortsteilen Nowosielica Niżna und Nowosielica Wyżna
- Nowoszyn
- Pacyków
- Rachin
- Raków
- Seneczów
- Słoboda Dolińska
- Sołuków
- Suchodół
- Teresówka
- Trościaniec
- Turza Mała
- Turza Wielka
- Wełdzirz
- Wyszków

Gerichtsbezirk Rożniatów:
- Broszniów
- Ceniawa bestehend aus den Ortsteilen Ceniawa und Demnia
- Duba
- Dubszara
- Janówka
- Jasienowiec
- Kniażowskie
- Krechowice
- Lecówka
- Łuhy
- Olchówka
- Perehińsko
- Reszniate
- Markt Rożniatów
- Rypne
- Spas bestehend aus Ortsteilen Podsuche, Podhorylec und Spas
- Strutyn Niżny
- Strutyn Wyżny
- Swaryczów